# Макс-руйнівник: Кільце вогню
Макс-руйнівник: Кільце вогню (англ. Max Havoc: Ring of Fire) — американський бойовик 2006 року. Продовження фільму «Макс-руйнівник: Прокляття дракона».

## Сюжет
Макс — чемпіон світу з кік-боксингу — завершує свої виступи і стає фотографом. Нова професія приводить його в місто для виробництва фотосесії зірки тенісу Сьюзі Блейн. У готелі в нього крадуть сумку з фотоапаратом. Цей інцидент є початком для розкриття злочинної організації, де його навички кік-боксера допомагають йому не тільки вийти переможцем, а й зберегти життя хлопчику, який став мимовільним свідком вбивства.

## У ролях
- Мікі Хардт — Макс Хевок
- Крістіна Кокс — Сьюзі Блейн
- Дін Кейн — Роджер Тарсо
- Рей Дон Чонг — Сестра Кароліна
- Семюел Патрік Чу — Еміль
- Шон Кемпбелл — Енді Бігелоу
- Лінда Торсон — Деніз Блейн
- Мартін Коув — лейтенант Рейнольдс
- Стів Еванвік — Піо
- Хорхе Варгас — Реймон
- Бренна О'Брайен — Валентайн
- Аарон Ау — бандит 1
- Кертіс Хібберт — бандит 2
- Байрон Бріско — бандит 3
- Керрі Хансен — Зевс
- Квентін Френсіс — поліцейський
- Сюзанн Серватук — жінка диктор
- Девід Су — продавець риби
- Реймонд Чан — побитий чоловік